# 李泰 (演员)
李泰（1984年9月2日—），男，江西省抚州市人，中国内地演员，毕业于北京舞蹈学院2001级音乐剧系。2015年在台湾导演刘俊杰执导的电视剧《因为爱情有幸福》中饰演“歌手”秦飞，演唱主题曲《冷战》《屋顶的蓝天》。

## 作品

### 电视剧
- 2006《军中红舞鞋》飾 宁小霜
- 2007《五星大饭店》飾 阿鹏
- 2008《兵圣》飾 国无咎
- 2008《舞者》飾 阿兵
- 2009《结发夫妻》飾 田野
- 2009《倚天屠龙记》飾 宋青书
- 2010《大侦探》飾 卢宝荣
- 2011《谍变》飾 阿伦
- 2011《重生》飾 小岩
- 2011《新西游记》飾 九头虫
- 2012《如意》飾 佟耀东
- 2012《冷风暴》飾 关若飞
- 2013《王者清风》飾 弘时
- 2013《云上的诱惑》飾 舒然
- 2013《爱在春天》飾  唐纳德
- 2013《因为爱情有多美》飾 林多俊
- 2014《把爱带回家》飾 高存善
- 2014《因为爱情有奇迹》飾 张广宇
- 2016《因为爱情有幸福》飾 秦飞
- 2016《怒江之战》飾 曹国舅
- 2017《秦时丽人明月心》飾 韩申
- 2018《新万家灯火》飾 罗子哥
- 2018《追风行动》飾 李梓牧
- 2018《快把我哥帶走》飾 趙堅強
- 2019《青春斗》 飾 于凡
- 2019《大明風華》 飾 鄭和
- 2019《听雪楼》飾 南宫无垢
- 2020《猎心者》飾 骆湘北
- 2020《如果岁月可回头》飾 秦峰
- 2020《好妻子》(2015拍攝)飾 贺浩泽
- 2020《小大夫》 飾 肖銳
- 2021《斛珠夫人》 飾 湯乾自
- 2022《你好呀，我的橘子恋人》（网络剧） 飾  歐醫生(客串)
- 2022《安娜的爱人》(2016拍攝) 飾 趙平凡
- 2023《菊花醉》(2011拍攝) 飾 吴孝增
- 2024《我是刑警》  飾 叶茂生
- 待播《亲爱的，好久不见》 飾 章見飛

### 电影
- 2023《仲肯》 飾 仲肯